# Monique Bourin
Pour les articles homonymes, voir Bourin.
Monique Bourin, née le 11 février 1944, est une historienne française, professeure émérite d'histoire médiévale à l’université Paris 1 Panthéon-Sorbonne.

## Biographie
Monique Bourin est ancienne élève de l'école normale supérieure de Sèvres (1962 L) et agrégée d'histoire et géographie (1965). Elle est assistante puis maître-assistante en histoire à l'université de Tours (1967-1985). Elle soutient en 1979 une thèse d'État, intitulée Villages et communautés villageoises en Bas-Languedoc (950-1350) : le cas du Biterrois, dirigée par Robert Fossier, à l'université Paris-1. Elle est nommée professeure d'histoire médiévale à l'université de Tours, puis à l'université Paris 1 Panthéon-Sorbonne. Elle devient professeure émérite en 2004.
Elle est la fille du géographe Max Derruau,

## Activités de recherche et éditoriales
Elle s'intéresse au Biterrois et à ses villages, auxquels elle consacre sa thèse d'État. Elle co-dirige, avec Pascal Chareille, la publication des actes de journées consacrées à la Genèse médiévale de l'anthroponymie moderne : études d'anthroponymie médiévale, Ire et IIe rencontres, Azay-le-Ferron.
En 2000, elle est nommée membre du Comité des travaux historiques et scientifiques, section Histoire et philologie des civilisations médiévales.
Elle est présidente de l'Association internationale de recherche sur les charpentes et les plafonds peints médiévaux (RCPPM).

## Publications
- Vivre au village au Moyen âge : les solidarités paysannes du XIe au XIIIe siècle, avec Robert Durand, Paris : Temps actuels, 1984.
- Villages médiévaux en Bas-Languedoc, Paris : L'Harmattan, 1987
  - 1. Du château au village, Xe – XIIe siècle : genèse d'une sociabilité, Xe – XIVe siècle
  - 2. La démocratie au village
- L'Europe au siècle de l'an mil, avec Michel Parisse, Paris, LGF, 1999.
- (coord.) L'An Mil en 2000, Médiévales, no 37, Automne 1999, avec Barbara H. Rosenwein, [lire en ligne]
- Pour une anthropologie du prélèvement seigneurial dans les campagnes médiévales (XIe – XIVe siècles), Publications de la Sorbonne, tome 1 : Réalités et représentations paysannes, 2004, tome 2 : Les mots, les temps, les lieux, 2007.
- Nouvelle histoire de la France médiévale. 4, Temps d'équilibres, temps de ruptures : XIIIe siècle, Paris : Éditions Points, 2010
- Images de soi dans l’univers domestique, avec Gil Bartholeyns & Pierre-Olivier Dittmar, Presses universitaires de Rennes, 2018  (ISBN 978-2-7535-7480-9).

## Distinctions
- Chevalière de l'ordre national du Mérite (2001)[7]
- Chevalière de la Légion d'honneur (2015)[8]
- Chevalière de l'ordre des Arts et des Lettres (2015)